# Сенн, Мари
Мари́ Сенн (англ. Mary Senn; полное имя — Рокха́я-Мари́ Сен (укр. Рокхая-Марі Сен); род. 29 июня 1993, Коростень, Житомирская область, Украина) — украинский видеоблогер, певица и актриса. Основательница российского тиктокерского дома XO Team.

## Биография
Папа Мари — сенегалец, мама украинка.
В 6 лет мама записала её в модельную школу. Также в детстве Мари ходила на актёрские курсы. Индивидуально занималась музыкой, учась на песнях Мэрайи Кэри.
Была в составе украинской поп-группы. Выступала с ней, в частности, на чемпионате Европы по футболу 2012 года.
4 мая 2012 года зарегистрировала канал 0SenMari0 на YouTube.
В 2014 году выложила первую сольную песню, озаглавленную «Улыбнись».
В феврале 2015 года начала вести видеоблог. Работала в жанре лайфстайл. Популярность её канала начала очень быстро расти.
В 2016 году YouTube включил Мари Сенн в свой список самых влиятельных девушек-блогеров в России, опубликованный к 8 марта. Маша была в этом списке на 5-м месте — после Кати Клэп, Эстонианны, Маши Вэй и Агнии Огонёк.
Встречалась с видеоблогером Германом Черных (Gary), с которым познакомилась, когда он приезжал с другом на несколько дней в Киев. В 2017 году запустила с ним на YouTube семейное реалити-шоу XO Life, рассказывающее о жизни начинающих видеоблогеров и ставшее первым реалити-шоу в русскоязычном сегменте этого видеохостинга.
В 2019 году состояла в отношениях с Тимуром Сорокиным, музыкантом, входящем в команду XO.

### 2018
По состоянию на 2018 год число подписчиков на её канале продолжало очень быстро расти.
19 мая 2018 года выступила в московском ЦПКиО «Сокольники» на IV ежегодном фестивале «Маёвка лайв» телеканала «Музыка Первого».
В июне выступила на фестивале «ВидеоЖара» в Киеве.
С сентября на канале Nickelodeon выходит новая версия анимационного сериала про черепашек-ниндзя, в которой Мари озвучила Эйприл О’Нил.

## Тематика канала
Тематика канала — лайфстайл, развлечения (скетчи, музыка).

## Фильмография

### Кинофильмы
- «Ёлки 5» (2016) — играет саму себя

### Телесериалы
- «Зимние каникулы» (сериал, 2019) — играет саму себя

### Мультипликационные фильмы(дубляж)
- «Тролли» (2016) — бабушка Цветунья
- «Эволюция Черепашек-ниндзя» (сериал, 2018—) — Эприл О’Нил

## Дискография

### Мини-альбомы
| Название | Детали                                                                                    |
| -------- | ----------------------------------------------------------------------------------------- |
| «Сияй»   | - Релиз: 6 сентября 2019 - Лейбл: Sony Music Entertainment - Формат: цифровая дистрибуция |

### Cинглы
| Год  | Название                                  | Чарты                    | Примечания     |
| Год  | Название                                  | RU                       | Примечания     |
| Год  | Название                                  | Google Play Топ-10 Треки | Примечания     |
| ---- | ----------------------------------------- | ------------------------ | -------------- |
| 2014 | «Улыбнись»                                | —                        | цифровой сингл |
| 2018 | «Больно»                                  | —                        | цифровой сингл |
| 2018 | «Нет ничего невозможного» (feat. Trev Li) | —                        | цифровой сингл |
| 2018 | «Двое нелюбимых»                          | —                        | цифровой сингл |
| 2018 | «Обратно в школу»                         | —                        | цифровой сингл |
| 2018 | «Джинсовая куртка»                        | —                        | цифровой сингл |
| 2018 | «Б бесит»                                 | 6                        | цифровой сингл |
| 2019 | «Каждый Happy New Year»                   | —                        | цифровой сингл |
| 2019 | «Наркотик»                                |                          | цифровой сингл |
| 2019 | «Танцы» (feat. EQ)                        |                          | цифровой сингл |
| 2019 | «Молоко» (feat. Tim)                      |                          | цифровой сингл |
| 2019 | «Kiss Me»                                 |                          | цифровой сингл |
| 2019 | «Ближе»                                   |                          | цифровой сингл |
| 2020 | «Xo» (feat. Azzzria, Danny Grace)         |                          | цифровой сингл |
| 2020 | «Плавиться»                               |                          | цифровой сингл |
| 2020 | «Краш мечты»                              |                          | цифровой сингл |
| 2021 | «Игнор»                                   |                          | цифровой сингл |
| 2021 | «Ты мой корабль» (feat. Фуджи)            |                          | цифровой сингл |
| 2022 | «Грустно» (feat. Фуджи)                   |                          | цифровой сингл |

## Премии и номинации
| Год  | Премия                          | Номинация                                        | Результат | Ист.   |
| ---- | ------------------------------- | ------------------------------------------------ | --------- | ------ |
| 2016 | Pudra Blogger Awards            | Блогер года                                      | Победа    | [ 33 ] |
| 2017 | Nickelodeon Kids’ Choice Awards | Любимая российская интернет-звезда               | Номинация | [ 34 ] |
| 2018 | Glamour Influencers Awards 2018 | #glam_youtube                                    | Победа    | [ 35 ] |
| 2019 | Nickelodeon Kids’ Choice Awards | Любимый российский голос анимационного персонажа | Победа    | [ 36 ] |